# Estación Furnas
La Estación Furnas es una de las estaciones del Metro de Brasilia, situada en la ciudad satélite de Samambaia, entre la Estación Taguatinga Sul y la Estación Samambaia Sul. La estación está localizada junto a la subestación de Furnas, que le da el nombre.
Fue inaugurada en 2006 y atiende a moradores y trabajadores de las primeras manzanas de la ciudad.

## Cercanías
- Subestación Brasilia Sur - FURNAS Centrais Elétricas S.A.
- Playa Bella Residence & Mall